# Mesarmadillo flavimarginatus
Mesarmadillo flavimarginatus är en kräftdjursart som beskrevs av Richardson1907. Mesarmadillo flavimarginatus ingår i släktet Mesarmadillo och familjen Eubelidae. Inga underarter finns listade i Catalogue of Life.